# 18e étape du Tour d'Espagne 2016
La 18e étape du Tour d'Espagne 2016 s'est déroulée le jeudi 8 septembre 2016, entre Requena et Gandia.

## Résultats

### Classement de l'étape
| \| Classement de l'étape \| Classement de l'étape \| Classement de l'étape \| Classement de l'étape \| Classement de l'étape \| \| Coureur \| Coureur \| Pays \| Équipe \| Temps \| \| --------------------- \| --------------------- \| --------------------- \| --------------------- \| --------------------- \| \| 1er \| Magnus Cort Nielsen \| Danemark \| Orica-BikeExchange \| 4 h 54 min 31 s \| \| 2e \| Nikias Arndt \| Allemagne \| Giant-Alpecin \| + 0 s \| \| 3e \| Jempy Drucker \| Luxembourg \| BMC Racing Team \| + 0 s \| |                     |            |                    |                 |
| |                     |            |                    |                 |
| Source : ProCyclingStats |                     |            |                    |                 |
| Classement de l'étape |                     |            |                    |                 |
| Coureur | Coureur             | Pays       | Équipe             | Temps           |
| 1er | Magnus Cort Nielsen | Danemark   | Orica-BikeExchange | 4 h 54 min 31 s |
| 2e | Nikias Arndt        | Allemagne  | Giant-Alpecin      | + 0 s           |
| 3e | Jempy Drucker       | Luxembourg | BMC Racing Team    | + 0 s           |

### Classement général
| \| Classement général \| Classement général \| Classement général \| Classement général \| Classement général \| \| Coureur \| Coureur \| Pays \| Équipe \| Temps \| \| ------------------ \| ------------------ \| ------------------ \| ------------------ \| ------------------ \| \| 1er \| Nairo Quintana \| Colombie \| Movistar Team \| 74 h 30 min 03 s \| \| 2e \| Christopher Froome \| Royaume-Uni \| Team Sky \| + 3 min 37 s \| \| 3e \| Esteban Chaves \| Colombie \| Orica-BikeExchange \| + 3 min 57 s \| |                    |             |                    |                  |
| |                    |             |                    |                  |
| Source : ProCyclingStats |                    |             |                    |                  |
| Classement général |                    |             |                    |                  |
| Coureur | Coureur            | Pays        | Équipe             | Temps            |
| 1er | Nairo Quintana     | Colombie    | Movistar Team      | 74 h 30 min 03 s |
| 2e | Christopher Froome | Royaume-Uni | Team Sky           | + 3 min 37 s     |
| 3e | Esteban Chaves     | Colombie    | Orica-BikeExchange | + 3 min 57 s     |